# ダイクロガラス

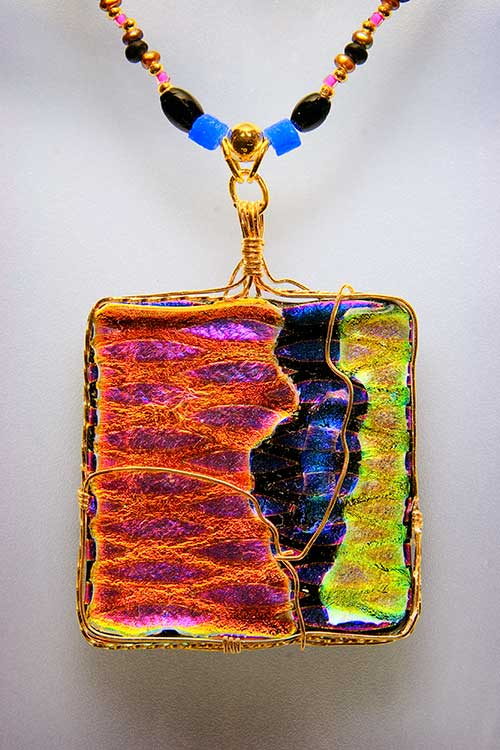
ダイクロガラスのペンダント

ダイクロガラス(英語：Dichroic glass)とはガラスの一種。

## 概要
ガラス板の片面に金属を真空蒸着させたもの。ベースとなるガラスには、透明（薄黄色）のガラスか黒の色ガラスが使われる。真空蒸着させる金属には、金・銀・銅・チタンなどが使われる。
ベースになるガラスの色と蒸着する金属の組み合わせによって、虹色や玉虫色など、さまざまな色彩に輝く。
金属皮膜の厚みや焼成温度によって、表面の金属が飛んでしまうことがあるため、バーナーワークに使用する場合は注意が必要になる。

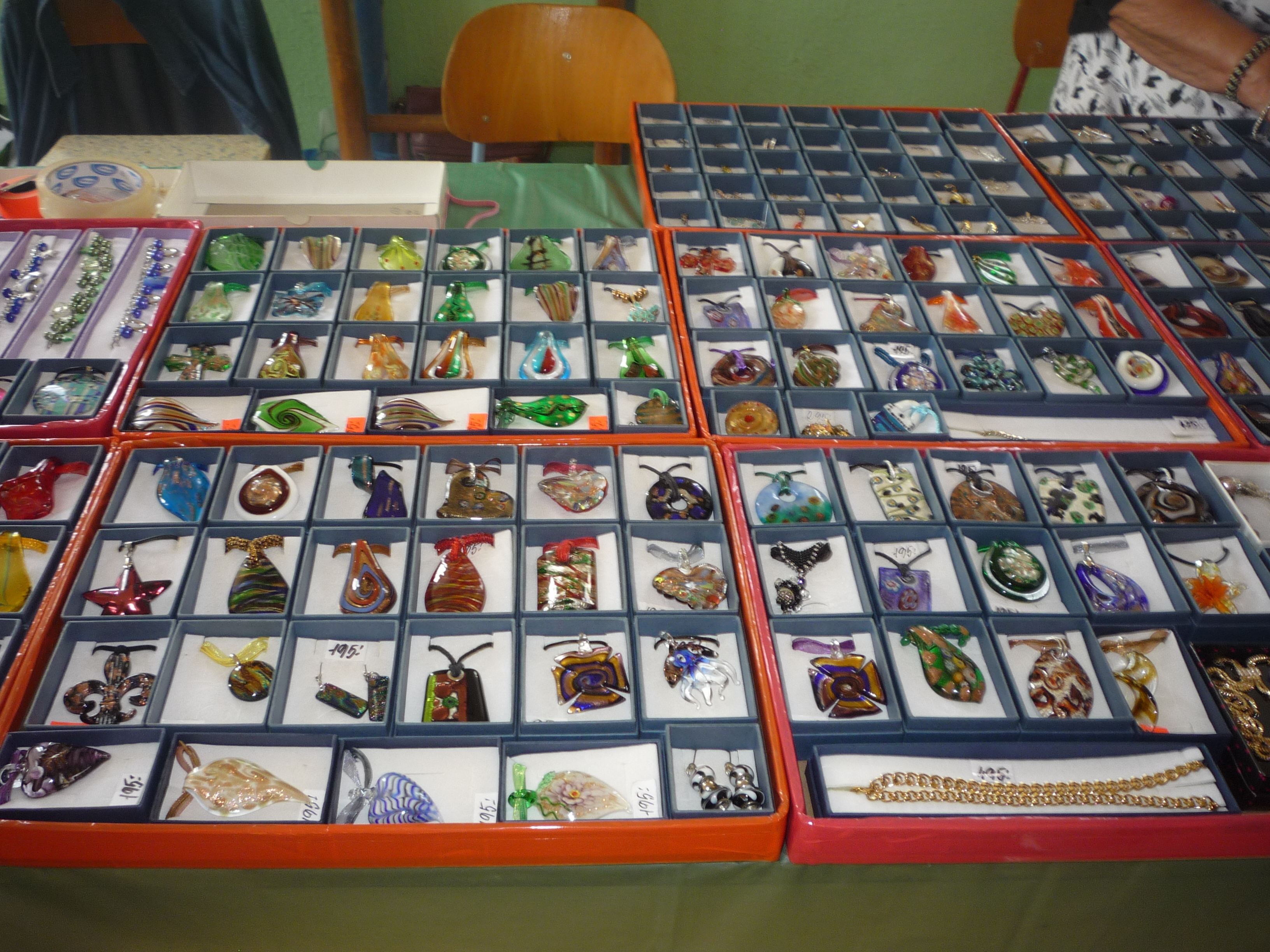
ボヘミアンガラスのアクセサリー
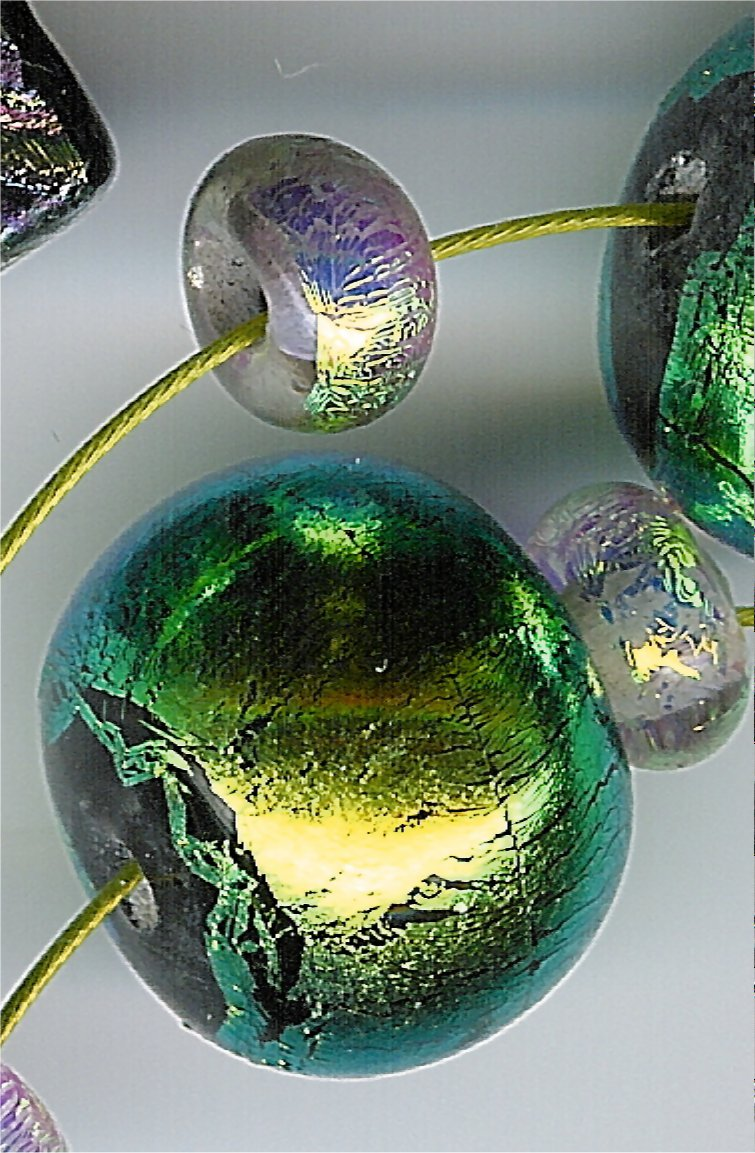
ダイクロガラスのトンボ玉
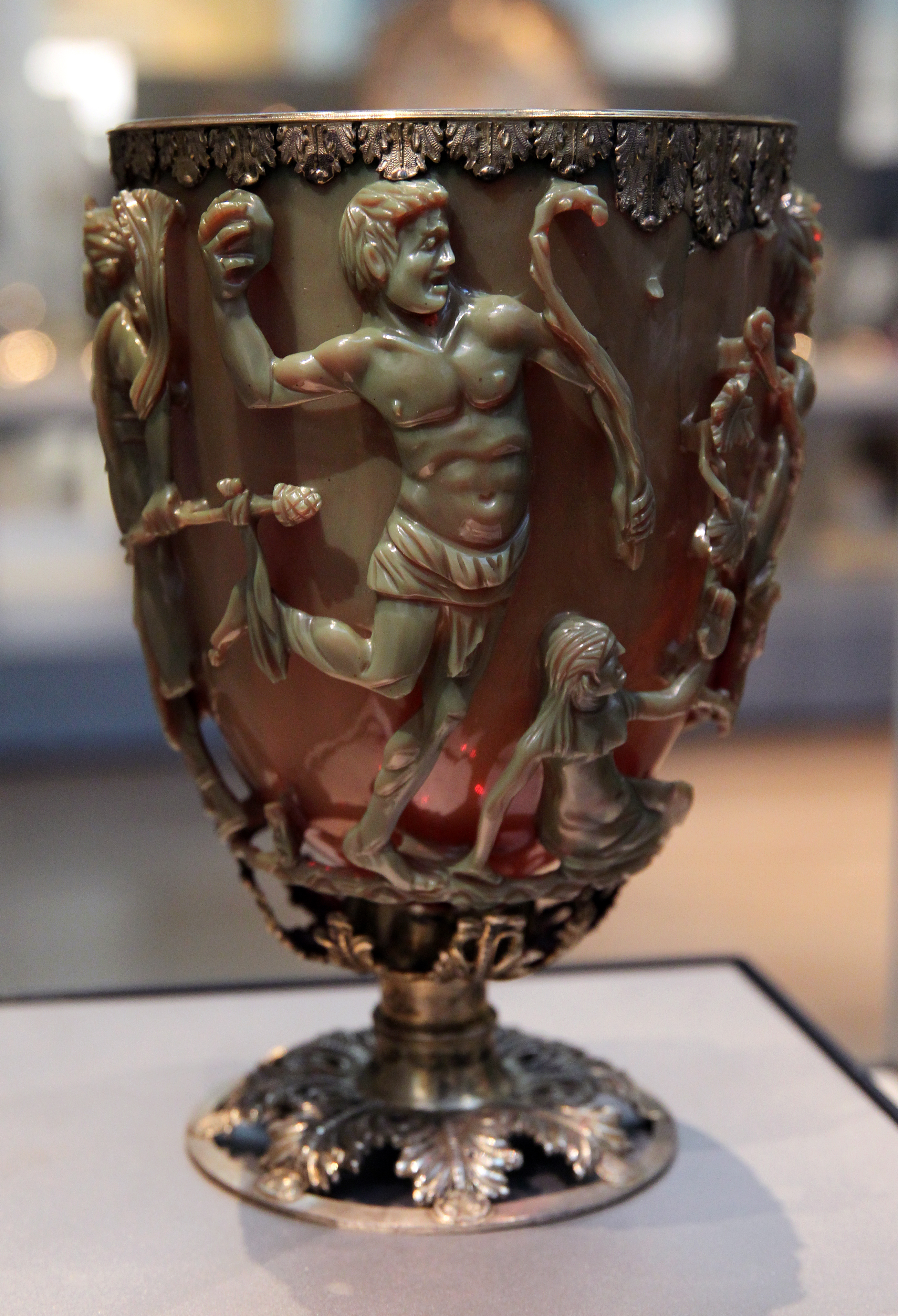
リュクルゴスの聖杯
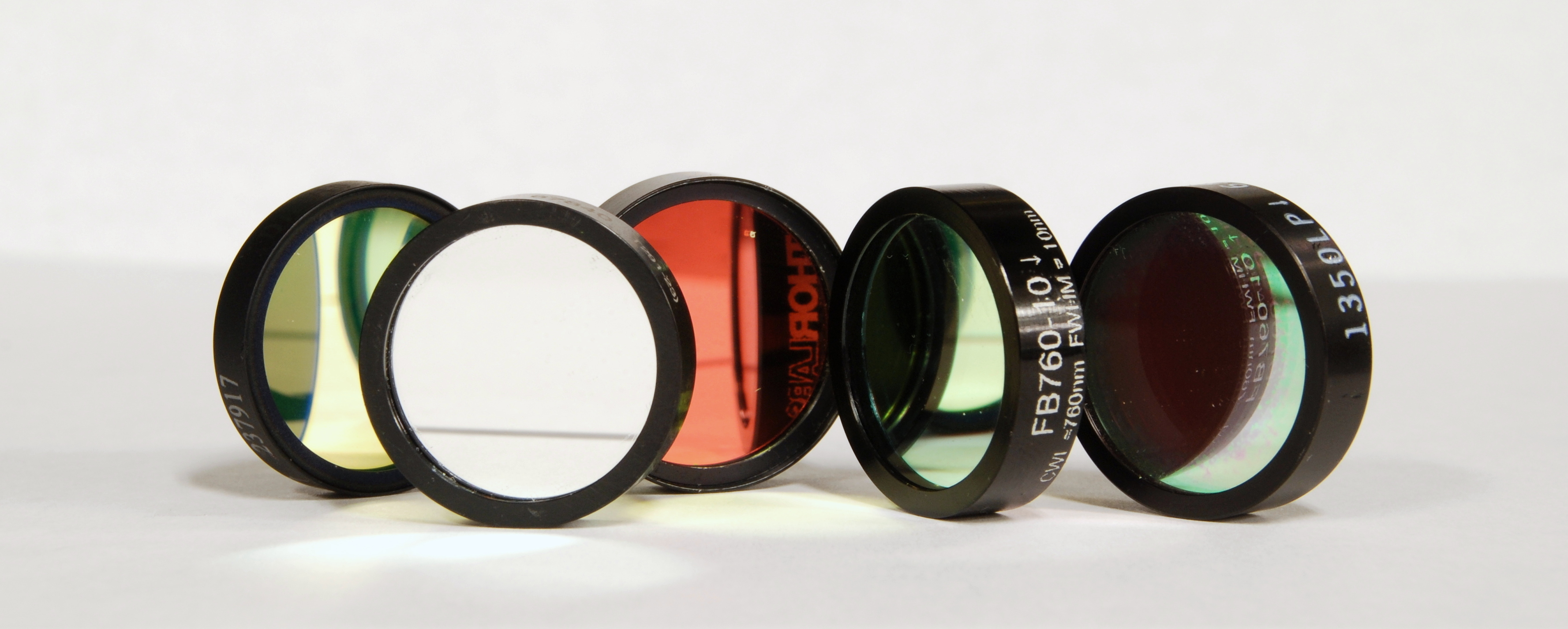
原子物理学実験用のダイクロイックフィルター